# Лапуштешти (Клуж)
Лапуштешти (рум. Lăpuștești) насеље је у Румунији у округу Клуж у општини Ришка. Oпштина се налази на надморској висини од 1073 m.

## Становништво
Према подацима из 2002. године у насељу је живело 105 становника, од којих су сви румунске националности.